# 横須賀市立岩戸中学校
横須賀市立岩戸中学校（よこすかしりつ いわとちゅうがっこう）は、神奈川県横須賀市岩戸に位置する公立中学校である。

## 沿革
- 1987年（昭和62年）4月1日 - 横須賀市立久里浜中学校より分離、横須賀市立岩戸中学校として開校

## 通学区域
2022年度は以下の通りである。
- 岩戸
- 光の丘

## 進学前小学校
- 横須賀市立岩戸小学校 - 全域[1]
- 横須賀市立粟田小学校 - 通学区域の一部（光の丘）[1]

## 学校周辺
- 神奈川県立岩戸養護学校
- 横須賀市立養護学校

## 交通アクセス
- 京急久里浜線YRP野比駅下車し1番のりばより10分
- 京浜急行バス光の丘2番下車し徒歩5分
- 横浜横須賀道路佐原インターチェンジより10分